# 民马罗巴
民马罗巴（Mimaropa），是菲律宾西部一个大区，由马林杜克省、西民都洛省、东民都洛省、巴拉望省、朗布隆省等组成，区名来自于这些省的缩写。民马罗巴区总面积29,621平方公里，人口2,963,360人（2015年）。
1. ↑  
Census of Population (2015). . PSA. |chapter=被忽略 (帮助);